# Batalha de Cassel (1677)
A Batalha de Cassel (11 de Abril de 1677), às vezes chamada de Batalha de Peene, ocorreu durante a Guerra Franco-Holandesa, perto de Cassel, 15 km (9 milhas) a oeste de Saint-Omer. Um exército francês comandado pelo Duque de Luxemburgo derrotou uma força combinada holandesa-espanhola sob Guilherme III de Orange.
No início de 1677, as negociações de paz foram abertas em Nijmegen; A França já ocupava a maioria das posições na Holanda espanhola que Luís XIV da França considerava necessárias para uma fronteira defensável. Isso seria completado tomando St-Omer e Cambrai, que ele queria capturar o mais rápido possível, permitindo-lhe negociar em uma posição de força. Embora William não pudesse salvar St-Omer, ele estava determinado a lutar por Cambrai, levando à batalha fora de Cassel.
Depois que os ataques iniciais de cavalaria de ambos os lados foram repelidos, uma luta feroz começou entre os dois conjuntos de infantaria. A infantaria francesa à direita rechaçou a esquerda holandesa, que foi então dispersa por um ataque da cavalaria francesa. Enquanto isso, um ataque aliado lançado por sua própria direita foi rechaçado pela esquerda francesa. No centro, os holandeses quase romperam as linhas francesas, antes de serem repelidos por uma carga de cavalaria liderada por Filipe I, Duque d'Orleães. Com seus flancos desmoronando no final da tarde, William ordenou uma retirada.
Embora os franceses tenham perdido uma oportunidade de derrota ao atrasar a perseguição para saquear a bagagem abandonada de William, Cassel foi uma das vitórias mais abrangentes da guerra. Saint-Omer e Cambrai se renderam logo depois, seguidos por várias outras cidades.